# 亀の子踊り
亀の子踊り（かめのこおどり）とは、伊勢古市の遊廓で行われていた遊女による伊勢音頭の総踊りのこと。ただしこの「亀の子踊り」という名称は、京舞井上流に関わる文献の外には確認できない。

## 解説
明治5年（1872年）春、京都で博覧会が開かれることになり、その催しのひとつとして花街の芸妓を集め踊らせることになった。これが今も続く都をどりの濫觴である。田中緑紅の『京の舞踊』によれば、その踊りの内容をどのようなものにするかで次のような話があったという。
当時の伊勢古市の遊郭では、江戸時代から伊勢音頭の座敷踊りを見せていた。それは大広間の三方に細長い廊下のような舞台を設け、そこに遊女たちがずらりと並んで立ち、音曲に合せて踊るというものであった（伊勢音頭の項参照）。当時の京都下河原にはこのやり方に倣って芸妓たちが総踊りをする「まくづ踊り」というものがあり、これを参考とすべくその本家というべき伊勢古市に、踊りの師匠や祇園新地の役員たちが伊勢音頭を見に出かけたのである。そして古市の伊勢音頭を参考にして、今も都をどりで見られる芸妓が総踊りをする演出が作られたという。「片山春子」とは三世井上八千代のことである。その遊女たちによる伊勢音頭の総踊りについて、『京の舞踊』は以下のように述べている。
伊勢音頭の総踊りを「亀ノ子踊」（亀の子踊り）と称することは、三世八千代の口述をもとにした島本久恵の『九十九の舞』などにも記されているが、この「亀の子踊り」という言葉は『京の舞踊』や井上流、三世八千代に関わる文献の外は確認できない。「亀の子踊り」の出どころは三世八千代こと片山春子と見られるが、これは古市の伊勢音頭を見た春子が独自に称したのか、誰かが春子にそう説明したものなのかも明らかではない。